# C'est pas moi, c'est l'autre (film, 1962)
Pour l’article homonyme, voir C'est pas moi, c'est l'autre.
Pour plus de détails, voir Fiche technique et Distribution.
C'est pas moi, c'est l'autre est un film français de Jean Boyer, réalisé en 1962 et sorti le 7 novembre 1962.

## Synopsis
Une troupe de cabaret de petite envergure est en tournée en province. Un après midi de canotage, Monique Darzel, une chanteuse de la troupe, aperçoit un  pêcheur à la ligne dont la ressemblance avec Fernand Raynaud la frappe. Elle en discute avec Jean Duroc, le directeur de la troupe, qui se désole des maigres recettes que son spectacle récolte. Il a alors l'idée de rencontrer ce pêcheur pour le convaincre d'imiter Fernand Raynaud dans ses spectacles. Il s'avère que le sosie de Fernand Raynaud est bien Fernand Raynaud lui-même, venu prendre une semaine de vacances incognito en province. Celui-ci se laisse finalement convaincre de jouer le comique débutant, pour approfondir le scénario de son prochain film, Les cabotins à travers les âges.

## Fiche technique
- Titre : C'est pas moi, c'est l'autre
- Réalisation : Jean Boyer
- Scénario original : Jean Boyer
- Adaptation : Jacques Vilfrid et Jean Boyer
- Dialogue : Jacques Vilfrid
- Assistant réalisateur : Alain Roux et J. Bakouche  -  stagiaire : C. Pierre Bloch
- Images : Jacques Robin
- Opérateur : G. Pastier, assisté de E. Machuel et H. Champion
- Son : Antoine Archimbaud, assisté de R. Delouvrier (perchman) et C. Jauvert (recorder)
- Décors : Robert Giordanni, assisté de Jean d'Ovidio
- Couplets et complicité musicale : Georges Garvarentz et Charles Aznavour
- Arrangements : Jack Elison (éditions : French Music)
- Montage : Jacqueline Brachet, assistée de Madeleine Bagiau
- Script-girl : Cécile Malbois
- Régisseur général : P. Pastier, assisté de A. Delarue
- Accessoiriste : L. Charpeau
- Ensemblier : P. Vouillon
- Maquillage : Anatole Paris
- Photographe de plateau : J.L Castelli
- Production : Les Films Marceau, Cocinor
- Directeur de production : Léopold Schlosberg
- Secrétaire de production : M.T Trottain
- Distribution : Cocinor
- Année : 1962
- Pellicule 35 mm, noir et blanc
- Enregistrement sonore Optiphone  - studios et laboratoire :  Eclair
- Genre : Comédie
- Durée : 94 minutes
- Format :  Fra. Stéréo.
- Pays :  France
- Date de sortie : le 7 novembre 1962

## Distribution
- Fernand Raynaud : Fernand Raynaud/Antoine Gaspard
- Micheline Dax : Paula Korane, une chanteuse de la troupe
- Jean Poiret : Jean Duroc, le directeur de la petite troupe de théâtre
- Geneviève Kervine : Monique Darzel, une chanteuse de la troupe
- Fred Pasquali : Jacques Meunier, l'impresario de Fernand Raynaud
- Michel Seldow : Frédérico, l'illusionniste de la troupe
- Robert Piquet : Yvon Bernard, le chanteur de charme de la troupe
- Henri Virlogeux : Pierjan, un homme de la troupe
- Jean Droze : Le régisseur de la troupe
- Max Montavon : Ludovic Morin, le pianiste de la troupe
- Lucien Guervil : Le patron du restaurant
- Nicolas Amato : Le brigadier de gendarmerie
- Charles Bouillaud : Rousseau, le premier gendarme
- Robert Rollis : Fougasse, le second gendarme
- Max Elloy : Maître Lelong-Lecourt, l'huissier
- Gélou : La chanteuse de rock de la troupe
- Emile Riandreys : Un spectateur
- Françoise Danell
- Jean Balthazar
- Robert Gropègue
- Serge Aubry
- Raymonde Reynard
- Richard Leblond